# Metamorfismo de contacto

Esquema que muestra la aureola de contacto, o zona de metamorfismo térmico, alrededor de una intrusión magmática

El metamorfismo de contacto es un conjunto de alteraciones mineralógicas y estructurales inducidas en las rocas por la cercanía o contacto con cuerpos intrusivos de rocas ígneas, produciéndose un aumento en el grado de metamorfismo térmico a medida que se aproxima al contacto.
Los cambios que se producen son por recristalización, que hacen que la textura y los minerales pueden cambiar. La estructura original puede mantenerse muy nítida o estar totalmente borrada, pero no se originan nuevas estructuras. Se forma alrededor del cuerpo intrusivo una aureola llamada aureola de contacto. Rocas típicas producto de este metamorfismo son las rocas corneanas, mármoles y cuarcita.